# Rashard Griffith
Rashard Griffith (ur. 8 października 1974 w Chicago) – amerykański koszykarz, występujący na pozycji środkowego.

## Historia
W 1993 wystąpił w meczu gwiazd amerykańskich szkół średnich - McDonald’s All-American.
W 1995, w drafcie NBA Milwaukee Bucks wybrało go z nr 38 w II rundzie, ale w NBA nie zagrał, wyjeżdżając do Europy. Kilka lat później prawa do niego nabyło Orlando Magic, ale mimo tego Griffith nie zagrał ani minuty w zawodowej lidze koszykarskiej.
Kontynuował swoją karierę na europejskich parkietach, m.in. wygrywając Euroligę z Kinderem Bolonia w 2001. Oprócz tego klub z Bolonii zdobył Puchar Włoch i mistrzostwo kraju, a Griffith został wybrany do drugiej piątki Euroligi.
Obecnie gra w rumuńskim Asesoft Ploiești.

## Osiągnięcia
Klubowe
- Mistrz:
  - Euroligi (2001)
  - Turcji (1999, 2000)
  - Izraela (1998)
  - Portoryko (2005)
  - Rumunii (2008)
- Zdobywca pucharu:
  - Włoch (2001, 2002)
  - Turcji (1999, 2007)
  - Rumunii (CSU Asesoft Ploiești)

Indywidualne
- Uczestnik meczu gwiazd:
  - Euro All-Star Game (1997)
  - ligi:
    - rumuńskiej (2008)
    - włoskiej (2001)
- Lider ligi tureckiej w zbiórkach (1997)[4]